# Nikola Vuljanić
Nikola Vuljanić (* 25. Juni 1949 in Karlovac; † 2. März 2024 ebenda) war ein kroatischer Politiker (HNS, HL-SR).

## Leben
Nikola Vuljanić studierte von 1968 bis 1973 Anglistik und Südslawistik an der Universität Zagreb. Danach war er Englischlehrer am Gymnasium und der Textilschule in Duga Resa. An dem 1998 gegründeten Polytechnikum Zagreb (Tehničko veleučilište u Zagrebu) wurde er Leiter der Abteilung für Design. Zusätzlich war er ab 2003 Lehrbeauftragter für technisches Englisch an der Fakultät für Textiltechnologie der Universität Zagreb.
Er gehörte der Hrvatska narodna stranka – Liberalni demokrati (HNS) an und war von 2003 bis 2007 Abgeordneter im Kroatischen Parlament. Danach trat er aus der HNS aus und schloss sich der Partei Hrvatski laburisti - Stranka rada an. 2011 wurde er erneut ins Parlament gewählt. Vor dem EU-Beitritt Kroatiens wurde er vom Kroatischen Parlament als Beobachter ins Europäische Parlament entsandt. Bei der Europawahl in Kroatien 2013 wurde er als einziger Abgeordneter seiner Partei in das Europäische Parlament gewählt. Daraufhin legte er sein Mandat im Kroatischen Parlament nieder. Im Europäischen Parlament gehörte er der Fraktion Konföderale Fraktion der Vereinigten Europäischen Linken/Nordische Grüne Linke an. Bei der Europawahl 2014 konnte seine Partei keinen Sitz im Europäischen Parlament gewinnen, so dass er diesem nicht mehr angehörte.

## Veröffentlichungen
- Englesko-hrvatski, hrvatsko-engleski rječnik tekstilno tehnoloških izraza (Englisch-kroatisches, kroatisch-englisches Wörterbuch der Begriffe der Textiltechnologie), 1994, ISBN 9539618304
- (mit Dubravka Vuljanić): Rječnik tekstilstva. Englesko-hrvatski, hrvatsko-engleski = Dictionary of textiles. English-Croatian, Croatian-English, 2008, ISBN 9789537105204